# Orobanche laserpitii-sileris
Orobanche laserpitii-sileris är en snyltrotsväxtart som beskrevs av Georges François Reuter och Jordan. Orobanche laserpitii-sileris ingår i släktet snyltrötter, och familjen snyltrotsväxter. Inga underarter finns listade i Catalogue of Life.